# Зеншайд
Зеншайд (нім. Senscheid) — громада в Німеччині, розташована в землі Рейнланд-Пфальц. Входить до складу району Арвайлер. Складова частина об'єднання громад Аденау.
Площа — 4,27 км2. Населення становить 90 ос. (станом на 31 грудня 2020).